# Polynema pilipennis
Polynema pilipennis är en stekelart som beskrevs av Soyka 1956. Polynema pilipennis ingår i släktet Polynema och familjen dvärgsteklar. Inga underarter finns listade i Catalogue of Life.